# مورین پو
مورین پو (انگلیسی: Maureen Pugh؛ زادهٔ ۱۹۵۸ (۶۶–۶۷ سال)) سیاستمدار اهل نیوزیلند است.